# Sint-Maartensramp (1312)

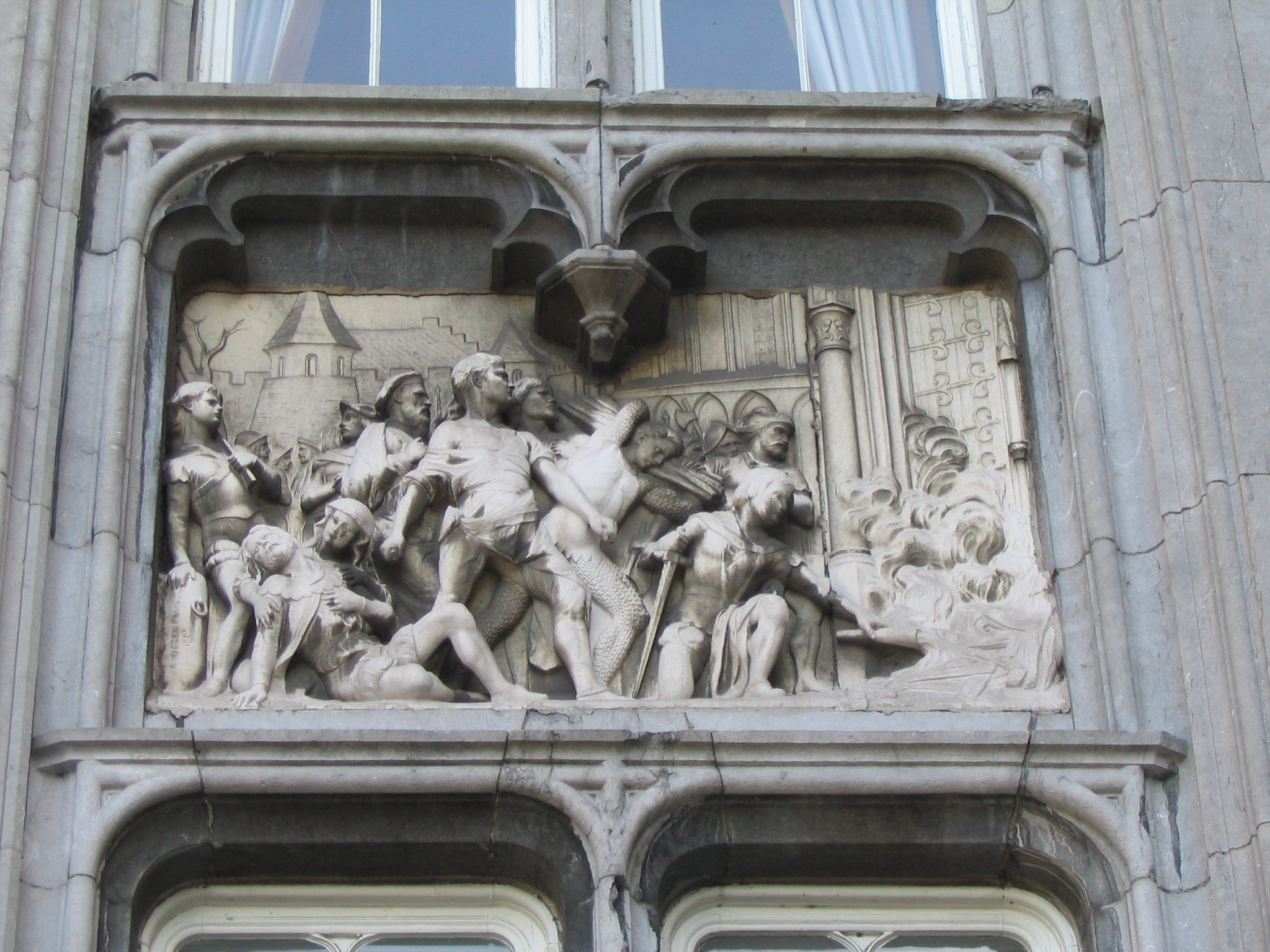
Neogotisch reliëf van de Sint-Maartensramp op het provinciehuis van Luik

De Sint-Maartensramp (Frans: Mal Saint-Martin) was een moordaanslag in de stad Luik, die plaatsvond in de nacht van 3 op 4 augustus 1312, als onderdeel van de Awans- en Warouxoorlog. Luikse ambachtslieden staken toen de Sint-Maartenskerk in brand waarin op dat moment 200 edelen zich schuil hielden.
Aanleiding tot deze actie was een couppoging van de edelen in samenwerking met de patriciërs, die weer alleen het bestuur van de stad Luik in handen wilden hebben. In 1303 hadden zij namelijk grote concessies moeten doen aan de ambachtslieden. De door de prins-bisschop van Luik Adolf van der Mark gesteunde aanslag op het stadsbestuur mislukte echter en de edelen vluchten de Sint-Maartenskerk in. Een woedende menigte stak deze vervolgens in brand. Patriciaat en ambachtslieden verzoenden zich in 1313 door het sluiten van de Vrede van Angleur, waarin werd vastgelegd dat alleen ambachtslieden mochten worden verkozen tot burgemeesters en raden.